# 321. strelska divizija (ZSSR)
321. strelska divizija (izvirno rusko 321. стрелковая дивизия; kratica 321. SD) je bila strelska divizija Rdeče armade v času druge svetovne vojne.

## Zgodovina
Divizija je bila ustanovljena septembra 1941 v Voronežu in uničena novembra 1941 med bitko za Kerč. Ponovno je bila ustanovljena aprila 1942 in marca 1943 preoblikovana v 82. gardno strelsko divizijo. Tretjič je bila ustanovljena aprila 1944 s preoblikovanjem 137. strelske brigade.